# Équipe des Samoa féminine de rugby à XV

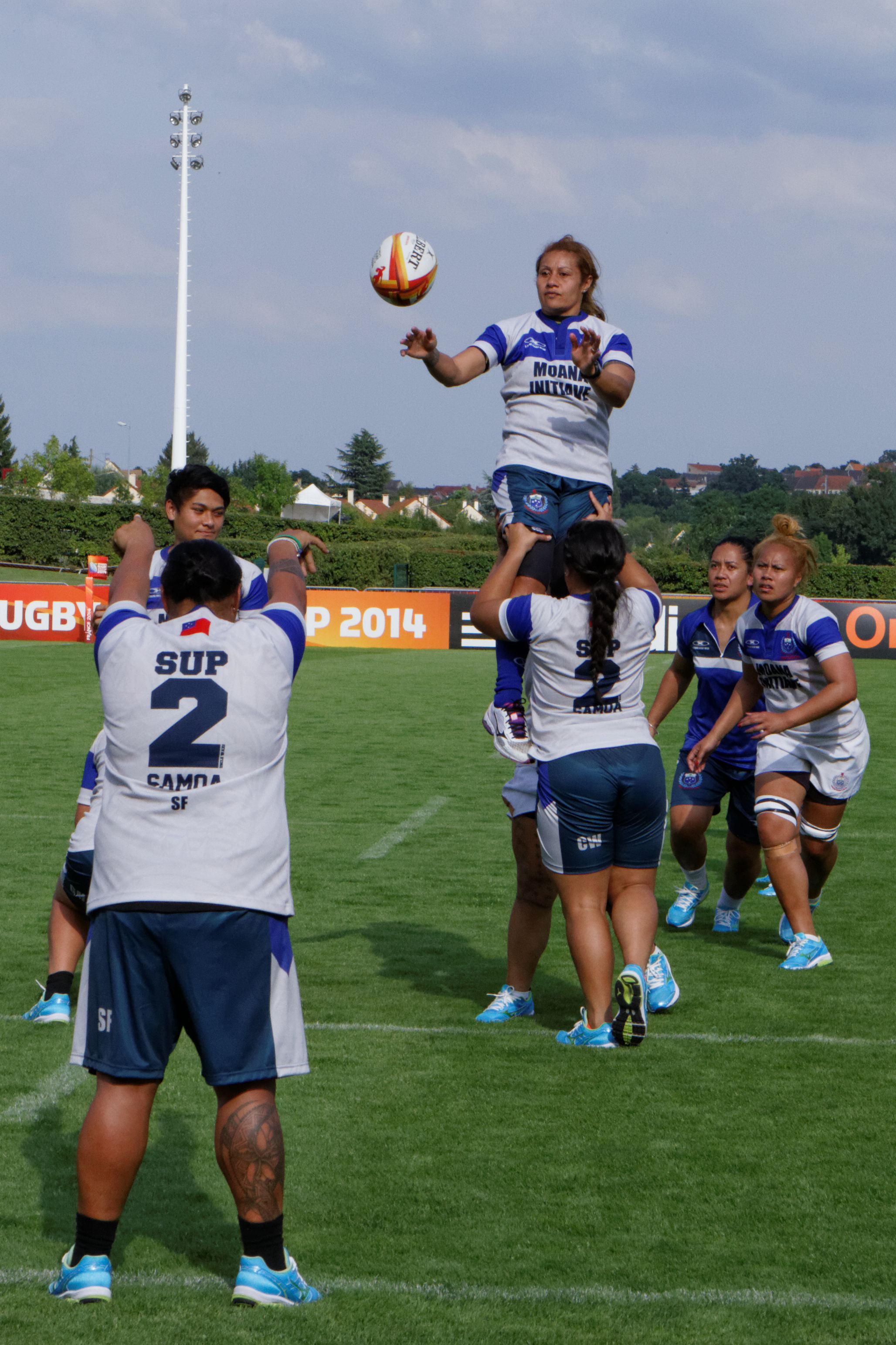
L'équipe des Samoa lors de la Coupe du monde 2014.

L'équipe des Samoa féminine de rugby à XV est constituée par une sélection des meilleures joueuses des Samoa.

## Palmarès

### Parcours en Coupe du monde
| Sélections : | 1991 | 1994 | 1998 | 2002 | 2006 | 2010 |
| Samoa        | -    | -    | -    | 9e   | 10e  |      |

## Joueuses emblématiques
- Ainslie Sauvao